# الصليب الأحمر البوروندي
جمعية الصليب الأحمر في جمهورية بوروندي ، أسس الجمعية سنة 1963م ، وتقع المقر الرسمي لها في العاصمة بوجمبورا ، وتهدف الجمعية لمساعدة المرضى واسكان وتسهيل اللاجئين في أوقات الطوارئ.

## وصلات خارجية
- Burundi Red Cross Profile
- Official Red Cross Web Site